# Chunmiao
Chunmiao (xinès simplificat: 春苗, pinyin: Chūn Miáo) és una pel·lícula xinesa de 1975 dirigida per Xie Jin, Yan Bili i Liang Tingduo,i protagonitzada per Li Xiuming, on es representa una xicona de poble que es converteix en metge descalç a través de la lluita política. Com totes les pel·lícules estrenades durant la Revolució Cultural, és una pel·lícula de propaganda, en aquest cas que promou el moviment Critica a Lin, Critica a Confuci.
Després de l'incident de Huairentang, i la caiguda de la Banda dels Quatre, es considerà la pel·lícula com contrària a la línia del Partit Comunista, ja que tenia un missatge massa extremista.
A banda del missatge polític ultraesquerranista, la pel·lícula es considera que està ben feta artísticament. Va ser rodada al camp, a prop de Shaoxing, Zhejiang. Va ser l'única pel·lícula de Xie Jin durant la Revolució Cultural (1966–1976).

## Participants
- Li Xiuming com a Chunmiao
- Feng Qi com a Qian Jiren
- Da Shichang com a Fang Ming
- Liu Zinong com a Li Aqiang
- Gao Baocheng com el tio Shuichang
- Li Lingjun com a tia Ah Fang
- Bai Mu com a Du Wenjie
- Zhang Yu com a Lianlian